# 印旛村立宗像中学校
印旛村立宗像中学校（いんばそんりつ むなかたちゅうがっこう）は、千葉県印旛郡印旛村岩戸にあった公立中学校。

## 概要
1975年（昭和50年）4月1日に六合中学校と統合し、廃校となる
。
宗像小学校に隣接する、現在の印旛歴史民俗資料館付近に所在しており、2008年頃まで体育館は現存していた。

## 沿革
- 1975年（昭和50年）4月1日 - 宗像中学校・六合中学校と統合し、印旛村立印旛中学校として「鎌苅2055番地」に設置・開校[1]。